# Agricantus
Agricantus est un groupe italien de musiques du monde, originaire de Palerme, en Sicile. Le groupe est formé en 1979 par Tonj Acquaviva (chant, batterie, séquenceur, percussions), Mario Crispi (instruments à vent), Danila Laguardia (chant), Massimo Laguardia (chant, percussions), Pippo Pollina (chant, guitare), Mario Rivera (basse), Salvo Siciliano (guitare, claviers).
Différentes formations se sont succédé au fil du temps ; en 2010, Tonj Acquaviva et Rosie Wiederkehr ont repris le nom Agricantus avec le suffixe By Tonj Acquaviva ; en 2012, Mario Rivera, Mario Crispi et Paolo Dossena, ont repris le nom Agricantus avec le suffixe Reunion. Après la scission, deux groupes distincts ont coexisté : Agricantus by Acquaviva et Agricantus Reunion. 

## Histoire

### Années 1980–1990
Leur parcours artistique s'inspire d'abord du renouveau de la musique andine et de la culture populaire sud-américaine, comme en témoigne la nueva canción chilena. Au début des années 1980, le groupe fréquente le milieu folk sicilien (Rosa Balistreri, Ignazio Buttitta, Ciccio Busacca, Taberna Mylaensis, Alfio Antico et d'autres artistes), y puise des stimulants et de l'inspiration pour poursuivre sa propre voie et s'engage activement dans la promotion de la musique folklorique en Sicile. En 1984, le groupe musical forme à Palerme la coopérative éponyme, avec laquelle il donne de nombreux concerts dans toute l'Europe et dans des occasions prestigieuses telles que les festivals internationaux de musique folklorique et de musique du monde.
Quand le groupe débute (1979) et dans les années 1980, Agricantus s'inspire de  la culture musicale populaire sicilienne.  Ce n'est que dans les années 1990 que le groupe devient plus autonome et développe son propre style avec la sortie de Gnanzù. Un album consacré à la musique du sud de l'Italie, résultat d'une vaste étude de traditions orales et de matériaux obtenus par l'utilisation de nouvelles technologies aux côtés de sons les plus archaïques. Pendant cette période, Agricantus est rejoint par la chanteuse suisse Rosie Wiederkehr, qui à partir de ce moment-là devient la chanteuse du groupe. Parallèlement à son activité artistique, le groupe musical/coopérative mène, de 1984 à 1990, une importante activité culturelle en Sicile, destinée aux écoles, à la stimulation de la réalité artistique et aux campagnes de solidarité, activités souvent contrariées par la difficile réalité sicilienne. 
Dans la seconde moitié des années 1990, Agricantus représente un mélange de styles musicaux, de langues et dialectes, instruments de musique et des sons nouveaux et anciens,. Le style artistique du groupe est d'abord  liée à la musique andine et d'Amérique du Sud comme la culture populaire du mouvement nueva canción chilena. En 1995, le groupe produit un assortiment prolifique d'albums, incorporant d'autres langues européennes à côté de la sicilienne natale et l'utilisation de divers instruments ethniques et électriques du monde entier. L'album le plus représentatif de cette époque, Tuareg sort en 1996, remportant plusieurs prix nationaux. Le groupe travaille aussi dans le domaine du cinéma, en participant à des compilations de musique internationaux, tels que Buddha Bar IV (Amatevi).

### Années 2000–2010
En 2008, sous le nom de Acquaviva - L'âme et la voix des Agricantus, sort l'album Millenium klima, une combinaison entre la musique et les arts visuels.
En 2010, Tonj Acquaviva et Rosie Wiederkehr reprennent le nom d'Agricantus. En 2011, Agricantus reçoit le prix Bodini de la culture méditerranéenne, que le groupe dédie à Amnesty International, qui était présente lors des concerts du 50e anniversaire et a organisé une série de concerts et d'émissions télévisées,,. 
En mai 2012, Agricantus joue à Barcelone, en Espagne, en soutien aux radios libres, et un CD avec des morceaux de tous les participants au festival sort. Le 7 août 2012, sur Rai Uno Tonj Acquaviva annonce la sortie du nouvel album concept Kuntarimari, une œuvre thématique inspirée des contes de la mer avec plusieurs collaborations avec des musiciens internationaux. Et le 10 août, lors d'une interview sur Ecoradio, il présente en avant-première le titre éponyme de l'album, Kuntarimari.
En octobre 2012, Agricantus présente le CD Kuntarimari à Barcelone au siège de la SGAE (Société espagnole des auteurs et éditeurs). En novembre, l'album sera présenté à la Maison des Italiens avec la projection du documentaire Agricantus by Tonj Acquaviva consacré au principal compositeur du groupe.
En 2013 sort  Agricantus Kuntarimari un album-concept sur la mer et ses contes.

## Membres
Le groupe a comporté de nombreux artistes, dont :
- Tonj Acquaviva – chant, batterie, séquenceur et percussions
- Mario Crispi – instrument de vent (jusqu'en 2008)
- Pippo Pollina – chant et guitare (jusqu'en 1985)
- Mario Rivera – basse (jusqu'en 2004)

## Discographie

### Albums studio
- 1993 : Gnanzù !
- 1996 : Touaregs
- 1998 : Kaleidos
- 1999 : Faiddi
- 2001 : Ethnosphere
- 2005 : Habibi
- 2007 : Luna khina
- 2013 : Kuntarimari

### EP
- 1995 : Viaggiari
- 1997 : Hale-Bopp souvenir
- 1998 : Amatevi
- 2002 : Jamila (avec Francesco Bruno

### Compilations
- 1999 : Le meilleur de Agricantus
- 2002 : Calura

### Bandes-son
- 2000 : Placido Rizzotto
- 2007 : Il figlio della luna

Invité de Trancendental / Pivio e Aldo de Scalzi
- 1997 : Hammam, le bain turc (avec Pivio et Aldo De Scalzi )
- 1998 : I Giardini dell'Eden